# حمام مزداران
حمام مزداران مربوط به دوره قاجار است و در شهرستان فیروزکوه، روستای مزداران واقع شده و این اثر در تاریخ ۸ خرداد ۱۳۸۰ با شمارهٔ ثبت ۳۸۹۱ به‌عنوان یکی از آثار ملی ایران به ثبت رسیده است.